# Leichtathletik-Europacup 2000
| 21. Leichtathletik-Europacup                                  | 21. Leichtathletik-Europacup | 21. Leichtathletik-Europacup | 21. Leichtathletik-Europacup | 21. Leichtathletik-Europacup | 21. Leichtathletik-Europacup |
| ------------------------------------------------------------- | ---------------------------- | ---------------------------- | ---------------------------- | ---------------------------- | ---------------------------- |
|                                                               |                              |                              |                              |                              |                              |
| Resultate Superliga (Endstand nach 39 Entscheidungen)         |                              |                              |                              |                              |                              |
| Gateshead Gateshead International Stadium – 15./16. Juli 2000 |                              |                              |                              |                              |                              |
| Frauen                                                        | Frauen                       | Frauen                       | Männer                       | Männer                       | Männer                       |
| Platz                                                         | Land                         | Punkte                       | Platz                        | Land                         | Punkte                       |
| 1                                                             | Russland                     | 124                          | 1                            | Großbritannien               | 101,5                        |
| 2                                                             | Deutschland                  | 111                          | 2                            | Deutschland                  | 101,0                        |
| 3                                                             | Frankreich                   | 087                          | 3                            | Frankreich                   | 097,0                        |
| 4                                                             | Italien                      | 079                          | 4                            | Italien                      | 096,5                        |
| 5                                                             | Großbritannien               | 078                          | 5                            | Russland                     | 088,5                        |
| 6                                                             | Rumänien                     | 072                          | 6                            | Griechenland                 | 088,5                        |
| 7                                                             | Ukraine                      | 071                          | 7                            | Schweden                     | 075,0                        |
| 8                                                             | Griechenland                 | 056                          | 8                            | Ungarn                       | 062,0                        |
| ← Paris 1999                                                  | ← Paris 1999                 | ← Paris 1999                 | Bremen 2001 →                | Bremen 2001 →                | Bremen 2001 →                |
|  abgestiegen in die 1. Liga des nächsten Europacups           |                              |                              |                              |                              |                              |

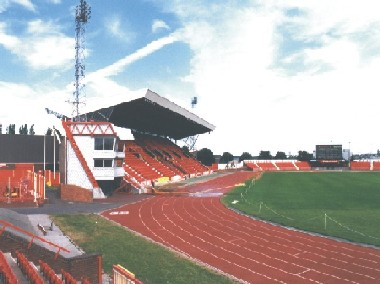
Das Gateshead International Stadium – hier im Jahr 2004

Das 21. Leichtathletik-Europacup-Superliga-Finale fand am 15. und 16. Juli 1998 im Gateshead International Stadium der britischen Stadt Gateshead statt und umfasste 39 Disziplinen (20 Männer, 19 Frauen).

## Modus
Auch die diesjährige Austragung fand nach den im Europacup 1983 erstmals gültigen Regeln statt. Das höchste Niveau des Cups wurde als Superliga bezeichnet. Die einen Rang unter der Superliga platzierten Nationen trugen ihre Wettbewerbe in der 1. Liga aus, die in zwei Gruppen unterteilt war. Die 2. Liga war wie schon in den Vorjahren ebenfalls in zwei Gruppen aufgeteilt.
Die Wettbewerbe der Superliga wurden am Samstag, 15. und Sonntag, 16. Juli ausgetragen. In den beiden anderen Ligen fanden die Wettkämpfe am Samstag, 8. und Sonntag, 9. Juli statt. Das seit 1983 praktizierte System mit Auf- und Absteigern entschied auch weiterhin über die Ligeneinteilungen des nächsten Cups – hier für 2001.
Ab 1994 war der vorher praktizierte Austragungsturnus von zwei Jahren auf ein Jahr verkürzt worden. Dadurch war der Europacup in keinem Jahr mehr der internationale Jahreshöhepunkt. In den ungeraden Jahren wurden Weltmeisterschaften, in den geraden Jahren Europameisterschaften oder Olympische Spiele ausgetragen. Dies führte im Lauf der kommenden Jahre zu einer Abwertung des Cups.
Auch die zur Straffung der Veranstaltung 1997 eingeführte Praxis in den vertikalen Sprungwettbewerben, im Kugelstoßen sowie den Wurfdisziplinen wurde beibehalten. Dort standen den Athleten nicht wie üblich sechs, sondern nur vier Versuche zur Verfügung.

## Der Leichtathletik-Europacup 2000
Im Wettbewerbskatalog gab es diesmal keine Erweiterungen. Im Frauenprogramm fehlte immer noch der 3000-Meter-Hindernislauf, der 2002 Teil der Veranstaltung wurde.
Seit 1996 sponserte die Handelskette Spar (Eigenschreibweise: SPAR) den Europacup und blieb der Veranstaltung bis zuletzt erhalten. Dies führte auch zur Umbenennung in SPAR-Europacup.
Ein hohes Niveau hatte insbesondere der 100-Meter-Lauf der Frauen, den die Griechin Ekaterini Thanou in 10,97 Sekunden vor der französischen Siegerin des letzten Jahres Christine Arron gewann. Die britische Kugelstoßerin Judy Oakes nahm zum zwölften Mal am Europacup teil. Einen Doppelerfolg über 800 und 1500 Meter errang der Franzose Mehdi Baala. Äußerst spannend verlief die Veranstaltung bei den Männern. Vor dem letzten Wettbewerb, der 4-mal-400-Meter-Staffel, führte Deutschland knapp vor Großbritannien. Mit ihrem zweiten Rang zogen die Briten jedoch am in der Staffel siebtplatzierten deutschen Team vorbei und gewannen den Europacup schließlich mit einem Vorsprung von einem halben Punkt. Bei den Frauen feierte Russland den vierten Titelgewinn in Folge. Noch dreimal hielt diese Serie in den nächsten Jahren an. Auch hier belegte Deutschland den zweiten Platz, allerdings mit deutlich größerem Rückstand als bei den Männern.

## Doping
Die rumänische Hammerwerferin Mihaela Melinte wurde nach einem positiven Dopingbefund von Juni 2000 für zwei Jahre gesperrt. Mit dem Dopingtest war das verbotene Mittel Nandrolon nachgewiesen worden. Mihaelea Melintes hier erzieltes Resultat wurde annulliert, bei den wenige Monate später stattfindenden Olympischen Spielen in Sydney durfte sie nicht starten.

## Länderwertungen 2.Liga
Die 2. Liga der Männer und Frauen wurde am 8./9. Juli in zwei Gruppen ausgetragen. Die Wettbewerbe der Gruppe 1 fanden in Kaunas, Lettland, statt, die der Gruppe 2 in Banská Bystrica, Slowakei. Aus den beiden Gruppen qualifizierten sich die jeweils ersten beiden Teams für die Teilnahme an den beiden Gruppen der 1. Liga des nächsten Europacups.
| Länderwertungen 2. Liga Gruppe 1 in Kaunas am 8./9. Juli | Länderwertungen 2. Liga Gruppe 1 in Kaunas am 8./9. Juli | Länderwertungen 2. Liga Gruppe 1 in Kaunas am 8./9. Juli | Länderwertungen 2. Liga Gruppe 1 in Kaunas am 8./9. Juli | Länderwertungen 2. Liga Gruppe 1 in Kaunas am 8./9. Juli | Länderwertungen 2. Liga Gruppe 1 in Kaunas am 8./9. Juli |
|                                                          | Frauen                                                   | Frauen                                                   |                                                          | Männer                                                   | Männer                                                   |
| Platz                                                    | Land                                                     | Punkte                                                   |                                                          | Land                                                     | Punkte                                                   |
| -------------------------------------------------------- | -------------------------------------------------------- | -------------------------------------------------------- | -------------------------------------------------------- | -------------------------------------------------------- | -------------------------------------------------------- |
| 1                                                        | Litauen                                                  | 129                                                      |                                                          | Belarus                                                  | 132                                                      |
| 2                                                        | Belgien                                                  | 115                                                      |                                                          | Irland                                                   | 125                                                      |
| 3                                                        | Dänemark                                                 | 106                                                      |                                                          | Litauen                                                  | 108                                                      |
| 4                                                        | Estland                                                  | 100                                                      |                                                          | Estland                                                  | 100                                                      |
| 5                                                        | Lettland                                                 | 094                                                      |                                                          | Lettland                                                 | 094                                                      |
| 6                                                        | Moldau                                                   | 064                                                      |                                                          | Moldau                                                   | 074                                                      |
| 7                                                        | Luxemburg                                                | 041                                                      |                                                          | Luxemburg                                                | 043                                                      |
| 8                                                        | Armenien                                                 | 028                                                      |                                                          | Armenien                                                 | 037                                                      |

 qualifiziert für die 1. Liga des nächsten Europacups
| Länderwertungen 2. Liga Gruppe 2 in Banská Bystrica am 8./9. Juli | Länderwertungen 2. Liga Gruppe 2 in Banská Bystrica am 8./9. Juli | Länderwertungen 2. Liga Gruppe 2 in Banská Bystrica am 8./9. Juli | Länderwertungen 2. Liga Gruppe 2 in Banská Bystrica am 8./9. Juli | Länderwertungen 2. Liga Gruppe 2 in Banská Bystrica am 8./9. Juli | Länderwertungen 2. Liga Gruppe 2 in Banská Bystrica am 8./9. Juli |
|                                                                   | Frauen                                                            | Frauen                                                            |                                                                   | Männer                                                            | Männer                                                            |
| Platz                                                             | Land                                                              | Punkte                                                            |                                                                   | Land                                                              | Punkte                                                            |
| ----------------------------------------------------------------- | ----------------------------------------------------------------- | ----------------------------------------------------------------- | ----------------------------------------------------------------- | ----------------------------------------------------------------- | ----------------------------------------------------------------- |
| 1                                                                 | Türkei                                                            | 149,5                                                             |                                                                   | Slowakei                                                          | 140,0                                                             |
| 2                                                                 | BR Jugoslawien                                                    | 136,0                                                             |                                                                   | BR Jugoslawien                                                    | 136,0                                                             |
| 3                                                                 | Slowakei                                                          | 120,0                                                             |                                                                   | Türkei                                                            | 132,0                                                             |
| 4                                                                 | Israel                                                            | 116,0                                                             |                                                                   | Zypern                                                            | 127,0                                                             |
| 5                                                                 | Island                                                            | 085,0                                                             |                                                                   | Israel                                                            | 116,5                                                             |
| 6                                                                 | Zypern                                                            | 083,0                                                             |                                                                   | Island                                                            | 070,0                                                             |
| 7                                                                 | Albanien                                                          | 064,5                                                             |                                                                   | AASSE                                                             | 069,0                                                             |
| 8                                                                 | Georgien                                                          | 042,0                                                             |                                                                   | Bosnien und Herzegowina                                           | 053,0                                                             |
| 9                                                                 | AASSE                                                             | 037,0                                                             |                                                                   | Georgien                                                          | 050,5                                                             |

 qualifiziert für die 1. Liga des nächsten Europacups

## Länderwertungen 1.Liga
Die Wettbewerbe in der 1. Liga wurden für Männer und Frauen gemeinsam am 8. und 9. Juli ausgetragen. Die Teams der Gruppe 1 trafen sich in Oslo (Norwegen), die Gruppe 2 fand in der polnischen Stadt Bydgoszcz statt. Die beiden jeweiligen Gruppenersten qualifizierten sich für die Superliga des kommenden Europacups. In die 2. Liga absteigen mussten die Mannschaften auf den jeweils letzten beiden Plätzen.
| Länderwertungen 1. Liga Gruppe 1 – in Oslo am 8./9. Juli | Länderwertungen 1. Liga Gruppe 1 – in Oslo am 8./9. Juli | Länderwertungen 1. Liga Gruppe 1 – in Oslo am 8./9. Juli | Länderwertungen 1. Liga Gruppe 1 – in Oslo am 8./9. Juli | Länderwertungen 1. Liga Gruppe 1 – in Oslo am 8./9. Juli | Länderwertungen 1. Liga Gruppe 1 – in Oslo am 8./9. Juli |
|                                                          | Frauen                                                   | Frauen                                                   |                                                          | Männer                                                   | Männer                                                   |
| Platz                                                    | Land                                                     | Punkte                                                   |                                                          | Land                                                     | Punkte                                                   |
| -------------------------------------------------------- | -------------------------------------------------------- | -------------------------------------------------------- | -------------------------------------------------------- | -------------------------------------------------------- | -------------------------------------------------------- |
| 1                                                        | Tschechien                                               | 125                                                      |                                                          | Spanien                                                  | 116                                                      |
| 2                                                        | Schweden                                                 | 107                                                      |                                                          | Finnland                                                 | 101                                                      |
| 3                                                        | Spanien                                                  | 100                                                      |                                                          | Norwegen                                                 | 098                                                      |
| 4                                                        | Finnland                                                 | 093                                                      |                                                          | Tschechien                                               | 093                                                      |
| 5                                                        | Ungarn                                                   | 075                                                      |                                                          | Portugal                                                 | 087                                                      |
| 6                                                        | Portugal                                                 | 074                                                      |                                                          | Schweiz                                                  | 085                                                      |
| 7                                                        | Norwegen                                                 | 064                                                      |                                                          | Belgien                                                  | 082                                                      |
| 8                                                        | Schweiz                                                  | 047                                                      |                                                          | Dänemark                                                 | 054                                                      |

 qualifiziert für die Superliga des nächsten Europacups

 abgestiegen in die 2. Liga des nächsten Europacups
| Länderwertungen 1. Liga Gruppe 2 – in Bydgoszcz am 8./9. Juli | Länderwertungen 1. Liga Gruppe 2 – in Bydgoszcz am 8./9. Juli | Länderwertungen 1. Liga Gruppe 2 – in Bydgoszcz am 8./9. Juli | Länderwertungen 1. Liga Gruppe 2 – in Bydgoszcz am 8./9. Juli | Länderwertungen 1. Liga Gruppe 2 – in Bydgoszcz am 8./9. Juli | Länderwertungen 1. Liga Gruppe 2 – in Bydgoszcz am 8./9. Juli |
|                                                               | Frauen                                                        | Frauen                                                        |                                                               | Männer                                                        | Männer                                                        |
| Platz                                                         | Land                                                          | Punkte                                                        |                                                               | Land                                                          | Punkte                                                        |
| ------------------------------------------------------------- | ------------------------------------------------------------- | ------------------------------------------------------------- | ------------------------------------------------------------- | ------------------------------------------------------------- | ------------------------------------------------------------- |
| 1                                                             | Belarus                                                       | 118                                                           |                                                               | Polen                                                         | 132,0                                                         |
| 2                                                             | Bulgarien                                                     | 116                                                           |                                                               | Ukraine                                                       | 111,0                                                         |
| 3                                                             | Polen                                                         | 103                                                           |                                                               | Niederlande                                                   | 108,0                                                         |
| 4                                                             | Slowenien                                                     | 094                                                           |                                                               | Bulgarien                                                     | 086,0                                                         |
| 5                                                             | Niederlande                                                   | 071                                                           |                                                               | Slowenien                                                     | 078,5                                                         |
| 6                                                             | Österreich                                                    | 069                                                           |                                                               | Rumänien                                                      | 077,5                                                         |
| 7                                                             | Irland                                                        | 063                                                           |                                                               | Österreich                                                    | 063,0                                                         |
| 8                                                             | Kroatien                                                      | 044                                                           |                                                               | Kroatien                                                      | 059,0                                                         |

 qualifiziert für die Superliga des nächsten Europacups

 abgestiegen in die 2. Liga des nächsten Europacups

## Länderwertungen Superliga
Die Teams auf den jeweils letzten beiden Plätzen stiegen in die 1. Liga des nachfolgenden Europacups ab.
| Länderwertungen Superliga – in Gateshead am 15./16. Juni | Länderwertungen Superliga – in Gateshead am 15./16. Juni | Länderwertungen Superliga – in Gateshead am 15./16. Juni | Länderwertungen Superliga – in Gateshead am 15./16. Juni | Länderwertungen Superliga – in Gateshead am 15./16. Juni | Länderwertungen Superliga – in Gateshead am 15./16. Juni |
|                                                          | Frauen                                                   | Frauen                                                   |                                                          | Männer                                                   | Männer                                                   |
| Platz                                                    | Land                                                     | Punkte                                                   |                                                          | Land                                                     | Punkte                                                   |
| -------------------------------------------------------- | -------------------------------------------------------- | -------------------------------------------------------- | -------------------------------------------------------- | -------------------------------------------------------- | -------------------------------------------------------- |
| 1                                                        | Russland                                                 | 124                                                      |                                                          | Großbritannien                                           | 101,5                                                    |
| 2                                                        | Deutschland                                              | 111                                                      |                                                          | Deutschland                                              | 101,0                                                    |
| 3                                                        | Frankreich                                               | 087                                                      |                                                          | Frankreich                                               | 097,0                                                    |
| 4                                                        | Italien                                                  | 079                                                      |                                                          | Italien                                                  | 096,5                                                    |
| 5                                                        | Großbritannien                                           | 078                                                      |                                                          | Russland                                                 | 088,5                                                    |
| 6                                                        | Rumänien                                                 | 072                                                      |                                                          | Griechenland                                             | 088,5                                                    |
| 7                                                        | Ukraine                                                  | 071                                                      |                                                          | Schweden                                                 | 075,0                                                    |
| 8                                                        | Griechenland                                             | 056                                                      |                                                          | Ungarn                                                   | 062,0                                                    |

 abgestiegen in die 1. Liga des nächsten Europacups

## Legende
Kurze Übersicht zur Bedeutung der Symbolik – so üblicherweise auch in sonstigen Veröffentlichungen verwendet:
| DNF   | nicht im Ziel (did not finish)                               |
| DSQ   | disqualifiziert                                              |
| DOP   | wegen Dopingvergehens disqualifiziert                        |
| NMH   | keine Höhe (No Mark)                                         |
| NMW   | keine Weite (No Mark)                                        |
| ogV   | ohne gültigen Versuch                                        |
| r     | Wettkampf nicht fortgesetzt (retired)                        |
| x     | ungültig                                                     |
| o     | Höhe übersprungen                                            |
| –     | ausgelassen                                                  |
| w     | Rückenwindunterstützung über dem erlaubten Limit von 2,0 m/s |
| NWI   | keine Windangabe (no wind Information)                       |
| k. A. | keine Angabe                                                 |

## Superliga: Resultate der Einzeldisziplinen

### Männer

#### 100 m
| Platz | Athlet             | Land | Zeit (s) |
| ----- | ------------------ | ---- | -------- |
| 1     | Darren Campbell    | GBR  | 10,09    |
| 2     | Roland Németh      | HUN  | 10,19    |
| 3     | Andrea Colombo     | ITA  | 10,23    |
| 4     | Alexander Riabow   | RUS  | 10,31    |
| 5     | Angelos Pavlakakis | GRC  | 10,36    |
| 6     | Marc Blume         | GER  | 10,37    |
| 7     | David Patros       | FRA  | 10,44    |
| 8     | Matias Gansah      | SWE  | 10,52    |

Datum: 15. Juli
Wind: +2,3 m/s
In diesem Wettbewerb lag die Rückenwindunterstützung um 0,3 m/s über dem erlaubten Wert. So konnten die erzielten Zeiten nicht in die offiziellen Bestenlisten aufgenommen werden.

#### 200 m
| Platz | Athlet                | Land | Zeit (s) |
| ----- | --------------------- | ---- | -------- |
| 1     | Christian Malcolm     | GBR  | 20,45    |
| 2     | Alessandro Cavallaro  | ITA  | 20,48    |
| 3     | Konstantinos Kenteris | GRC  | 20,48    |
| 4     | Christophe Cheval     | FRA  | 20,59    |
| 5     | Miklós Gyulai         | HUN  | 20,97    |
| 6     | Anton Galkin          | RUS  | 21,14    |
| 7     | Johan Engberg         | SWE  | 21,18    |
| 8     | Mathias Mertens       | GER  | 21,22    |

Datum: 16. Juli
Wind: ±0,0 m/s

#### 400 m
| Platz | Athlet            | Land | Zeit (s) |
| ----- | ----------------- | ---- | -------- |
| 1     | Jamie Baulch      | GBR  | 46,64    |
| 2     | Alessandro Attene | ITA  | 46,71    |
| 3     | Jimisola Laursen  | SWE  | 46,93    |
| 4     | Andrei Semjonow   | RUS  | 47,10    |
| 5     | Anastasios Gousis | GRC  | 47,12    |
| 6     | Bruno Wavelet     | FRA  | 47,29    |
| 7     | Zsolt Szeglet     | HUN  | 47,43    |
| 8     | Lars Figura       | GER  | 47,90    |

Datum: 15. Juli

#### 800 m
| Platz | Athlet                | Land | Zeit (min) |
| ----- | --------------------- | ---- | ---------- |
| 1     | Mehdi Baala           | FRA  | 1:47,90    |
| 2     | Nils Schumann         | GER  | 1:47,94    |
| 3     | Balázs Korányi        | HUN  | 1:48,52    |
| 4     | Andrea Longo          | ITA  | 1:49,01    |
| 5     | Alisdair Donaldson    | GBR  | 1:49,17    |
| 6     | Rizak Dirshe          | SWE  | 1:49,58    |
| 7     | Panagiotis Stroubakos | GRC  | 1:49,81    |
| 8     | Boris Kaweschnikow    | RUS  | 1:50,21    |

Datum: 16. Juli

#### 1500 m
| Platz | Athlet                 | Land | Zeit (min) |
| ----- | ---------------------- | ---- | ---------- |
| 1     | Mehdi Baala            | FRA  | 3:41,75    |
| 2     | John Mayock            | GBR  | 3:42,32    |
| 3     | Wjatscheslaw Schabunin | RUS  | 3:42,44    |
| 4     | Panagiotis Stroubakos  | GRC  | 3:42,95    |
| 5     | Dirk Heinze            | GER  | 3:42,95    |
| 6     | Andrea Abelli          | ITA  | 3:45,79    |
| 7     | Balázs Tölgyesi        | HUN  | 3:49,40    |
| 8     | Patrik Johansson       | SWE  | 3:49,79    |

Datum: 15. Juli

#### 3000 m
| Platz | Athlet                 | Land | Zeit (min) |
| ----- | ---------------------- | ---- | ---------- |
| 1     | Driss Maazouzi         | FRA  | 7:58,7     |
| 2     | Wjatscheslaw Schabunin | RUS  | 7:59,0     |
| 3     | Anthony Whiteman       | GBR  | 8:01,0     |
| 4     | Jirka Arndt            | GER  | 8:02,2     |
| 5     | Salvatore Vincenti     | ITA  | 8:04,8     |
| 6     | Erik Sjöqvist          | SWE  | 8:16,6     |
| 7     | Adonis Papadonis       | GRC  | 8:19,4     |
| 8     | Balázs Csillag         | HUN  | 8:21,0     |

Datum: 16. Juli

#### 5000 m
| Platz | Athlet             | Land | Zeit (min) |
| ----- | ------------------ | ---- | ---------- |
| 1     | Mustapha Essaïd    | FRA  | 13:47,44   |
| 2     | Dmitri Maximow     | RUS  | 13:48,43   |
| 3     | Sebastian Hallmann | GER  | 13:49,95   |
| 4     | Gennaro Di Napoli  | ITA  | 13:51,34   |
| 5     | Adonis Papadonis   | GRC  | 14:01,01   |
| 6     | Kris Bowditch      | GBR  | 14:03,10   |
| 7     | Claes Nyberg       | SWE  | 14:03,49   |
| 8     | Imre Berkovics     | HUN  | 14:20,66   |

Datum: 15. Juli

#### 110 m Hürden
| Platz | Athlet              | Land | Zeit (s) |
| ----- | ------------------- | ---- | -------- |
| 1     | Falk Balzer         | GER  | 13,52    |
| 2     | Emiliano Pizzoli    | ITA  | 13,54    |
| 3     | Robert Kronberg     | SWE  | 13,67    |
| 4     | Damian Greaves      | GBR  | 13,80    |
| 5     | Dimítrios Siatoúnis | GRC  | 14,08    |
| DSQ   | Jean-Marc Grava     | FRA  |          |
| DSQ   | Jewgeni Petschonkin | RUS  |          |
| DSQ   | Levente Csillag     | HUN  |          |

Datum: 15. Juli
Wind: +1,4 m/s

#### 400 m Hürden
| Platz | Athlet                | Land | Zeit (s) |
| ----- | --------------------- | ---- | -------- |
| 1     | Christopher Rawlinson | GBR  | 48,84    |
| 2     | Ruslan Maschtschenko  | RUS  | 49,19    |
| 3     | Fabrizio Mori         | ITA  | 49,98    |
| 4     | Periklis Iakovakis    | GRC  | 50,02    |
| 5     | Tibor Bédi            | HUN  | 50,27    |
| 6     | Jimmy Coco            | FRA  | 50,71    |
| 7     | Steffen Kolb          | GER  | 50,82    |
| 8     | Magnus Norberg        | SWE  | 52,18    |

Datum: 15. Juli

#### 3000 m Hindernis
| Platz | Athlet             | Land | Zeit (min) |
| ----- | ------------------ | ---- | ---------- |
| 1     | Bouabdellah Tahri  | FRA  | 8:27,28    |
| 2     | Damian Kallabis    | GER  | 8:29,16    |
| 3     | Giuseppe Maffei    | ITA  | 8:34,47    |
| 4     | Georgios Giannelis | GRC  | 8:34,80    |
| 5     | Wladimir Pronin    | RUS  | 8:45,69    |
| 6     | Henrik Skoog       | SWE  | 8:47,64    |
| 7     | Stuart Stokes      | GBR  | 8:53,90    |
| 8     | Levente Timar      | HUN  | 9:07,19    |

Datum: 16. Juli

#### 4 × 100 m Staffel
| Platz | Besetzung      | Land                                                                              | Zeit (s) |
| ----- | -------------- | --------------------------------------------------------------------------------- | -------- |
| 1     | Großbritannien | Christian Malcolm Darren Campbell Marlon Devonish Dwain Chambers                  | 38,41    |
| 2     | Griechenland   | Georgios Theodoridis Konstantinos Kenteris Alexios Alexopoulos Angelos Pavlakakis | 38.67    |
| 3     | Italien        | Marco Torrieri Alessandro Cavallaro Maurizio Checcucci Andrea Colombo             | 39,17    |
| 4     | Ungarn         | Viktor Kovács László Babály Roland Németh Miklós Gyulai                           | 39,37    |
| 5     | Frankreich     | Stéphane Cali Issa-Aimé Nthépé Frédéric Krantz David Patros                       | 39,40    |
| 6     | Deutschland    | Alexander Kosenkow Marc Blume Christian Schacht Patrick Schneider                 | 39,52    |
| 7     | Schweden       | Erik Whan Matias Ghansah Mikael Ahl Johan Engberg                                 | 39,82    |
| DNF   | Russland       | Waleri Kirdjaschew Sergei Bytschkow Alexander Riabow Sergei Slukin                |          |

Datum: 15. Juli

#### 4 × 400 m Staffel
| Platz | Besetzung      | Land                                                                         | Zeit (min) |
| ----- | -------------- | ---------------------------------------------------------------------------- | ---------- |
| 1     | Frankreich     | Bruno Wavelet Marc Foucan Dimitri Demonière Marc Raquil                      | 3:04,50    |
| 2     | Großbritannien | Richard Knowles Sean Baldock Christopher Rawlinson Jamie Baulch              | 3:05,24    |
| 3     | Ungarn         | Zétény Dombi Zsolt Szeglet Attila Kilvinger Tibor Bédi                       | 3:05,88    |
| 4     | Griechenland   | Georgios Ikonomidis Periklis Iakovakis Stilianós Dimótsios Anastasios Gousis | 3:05,89    |
| 5     | Italien        | Alessandro Attene Walter Pirovano Marco Salvucci Ashraf Saber                | 3:06,02    |
| 6     | Schweden       | Magnus Aare Johan Lannefors Jimisola Laursen Johan Wissman                   | 3:06,35    |
| 7     | Deutschland    | Benjamin Nietze Klaus Ehrsperger Ruwen Faller Lars Figura                    | 3:07,15    |
| DSQ   | Russland       | Wladislaw Schirjajew Andrei Semjonow Dmitri Kosow Ruslan Maschtschenko       |            |

Datum: 16. Juli

#### Hochsprung
| Platz | Athlet              | Land | Höhe (m) |
| ----- | ------------------- | ---- | -------- |
| 1     | Stefan Holm         | SWE  | 2,28     |
| 2     | Wolfgang Kreißig    | GER  | 2,25     |
| 3     | Sergei Kljugin      | RUS  | 2,20     |
| 4     | Lambros Papakostas  | GRC  | 2,20     |
| 5     | Mustapha Raïfak     | FRA  | 2,20     |
| 6     | Benjamin Challenger | GBR  | 2,15     |
| 7     | Ivan Bernasconi     | ITA  | 2,15     |
| NMH   | István Kovács       | HUN  | ogV      |

Datum: 15. Juli

#### Stabhochsprung
| Platz | Athlet              | Land | Höhe (m) |
| ----- | ------------------- | ---- | -------- |
| 1     | Jewgeni Smirjagin   | RUS  | 5,85     |
| 2     | Tim Lobinger        | GER  | 5,75     |
| 3     | Patrik Kristiansson | SWE  | 5,70     |
| 4     | Giuseppe Gibilisco  | ITA  | 5,70     |
| 5     | Romain Mesnil       | FRA  | 5,60     |
| 6     | Tim Thomas          | GBR  | 5,10     |
| 7     | Marios Evangelou    | GRC  | 5,10     |
| 8     | Mark Váczi          | HUN  | 4,70     |

Datum: 16. Juli

#### Weitsprung
| Platz | Athlet                  | Land | Weite (m) |
| ----- | ----------------------- | ---- | --------- |
| 1     | Witali Schkurlatow      | RUS  | 8,2200    |
| 2     | Kofi-Amoah Prah         | GER  | 8,15 w    |
| 3     | Peter Häggström         | SWE  | 8,08 w    |
| 4     | Cheikh Tidiane Touré    | FRA  | 7,9600    |
| 5     | Konstandinos Koukodimos | GRC  | 7,6400    |
| 6     | Milko Campus            | ESP  | 7,62 w    |
| 7     | Nathan Morgan           | GBR  | 7,5700    |
| 8     | Tamás Margl             | HUN  | 7,5100    |

Datum: 15. Juli

#### Dreisprung
| Platz | Athlet           | Land | Weite (m) | Versuchsserie (m) | Versuchsserie (m) | Versuchsserie (m) | Versuchsserie (m) |
| Platz | Athlet           | Land | Weite (m) | 1. Versuch        | 2. Versuch        | 3. Versuch        | 4. Versuch        |
| 1     | Onochie Achike   | GBR  | 17,31 w   | 16,55 w           | 16,910000         | 17,31 w           | 16,7200           |
| 2     | Fabrizio Donato  | ITA  | 17,17 w   | 16,5500           | 17,17 w00         | x                 | 17,08 w           |
| 3     | Stamatios Lenis  | GRC  | 17,0100   | 17,0100           | 16,62 NWI         | x                 | x                 |
| 4     | Christian Olsson | SWE  | 16,88 w   | 16,47 w           | 16,200000         | 16,1700           | 16,88 w           |
| 5     | Hrvoje Verzi     | GER  | 16,75 w   | 15,34 w           | 16,25 w00         | 16,75 w           | x                 |
| 6     | Colomba Fofana   | FRA  | 16,69 w   | 14,9300           | x                 | 15,9400           | 16,69 w           |
| 7     | Sergei Kotschkin | RUS  | 16,4800   | 16,4800           | 16,45 w00         | x                 | r                 |
| 8     | Tibor Ordina     | HUN  | 15,9600   | 15,6600           | 15,960000         | 15,6100           | 15,46 w           |

Datum: 15. Juli

#### Kugelstoßen
| Platz | Athlet           | Land | Weite (m) | Versuchsserie (m) | Versuchsserie (m) | Versuchsserie (m) | Versuchsserie (m) |
| Platz | Athlet           | Land | Weite (m) | 1. Versuch        | 2. Versuch        | 3. Versuch        | 4. Versuch        |
| 1     | Paolo Dal Soglio | ITA  | 19,99     | 19,46             | 19,99             | x                 | 19,76             |
| 2     | Michael Mertens  | GER  | 19,71     | 19,71             | 19,70             | 19,32             | x                 |
| 3     | Jimmy Nordin     | SWE  | 19,46     | x                 | 19,38             | x                 | 19,46             |
| 4     | Szilárd Kiss     | HUN  | 18,83     | 18,37             | 18,83             | x                 | x                 |
| 5     | Yves Niaré       | FRA  | 18,76     | 18,16             | 18,76             | x                 | 18,38             |
| 6     | Vaios Tigas      | GRC  | 18,74     | 18,17             | 18,74             | x                 | 18,53             |
| 7     | Sergei Ljachow   | RUS  | 18,62     | 18,02             | x                 | 18,61             | 18,62             |
| 8     | Mark Edwards     | GBR  | 17,59     | 17,18             | 17,59             | x                 | x                 |

Datum: 15. Juli

#### Diskuswurf
| Platz | Athlet            | Land | Weite (m) | Versuchsserie (m) | Versuchsserie (m) | Versuchsserie (m) | Versuchsserie (m) |
| Platz | Athlet            | Land | Weite (m) | 1. Versuch        | 2. Versuch        | 3. Versuch        | 4. Versuch        |
| 1     | Lars Riedel       | GER  | 63,30     | 61,84             | x                 | 63,30             | 61,29             |
| 2     | Róbert Fazekas    | HUN  | 62,15     | x                 | 61,00             | 62,15             | 61,83             |
| 3     | Witali Sidorow    | RUS  | 60,91     | 59,61             | x                 | 59,41             | 60,91             |
| 4     | Robert Weir       | GBR  | 60,78     | 58,92             | x                 | 60,78             | 59,46             |
| 5     | Diego Fortuna     | ITA  | 59,81     | 59,16             | 59,49             | 59,81             | 57,69             |
| 6     | Mattias Borrman   | SWE  | 57,95     | 57,22             | 57,95             | x                 | x                 |
| 7     | Jean-Claude Retel | FRA  | 57,10     | 56,62             | 57,10             | x                 | 56,20             |
| 8     | Stefanos Konstas  | GRC  | 56,59     | 56,59             | 55,41             | 55,29             | 55,75             |

Datum: 16. Juli

#### Hammerwurf
| Platz | Athlet                   | Land | Weite (m) | Versuchsserie (m) | Versuchsserie (m) | Versuchsserie (m) | Versuchsserie (m) |
| Platz | Athlet                   | Land | Weite (m) | 1. Versuch        | 2. Versuch        | 3. Versuch        | 4. Versuch        |
| 1     | Christophe Épalle        | FRA  | 78,51     | 76,45             | 78,51             | 76,95             | 77,70             |
| 2     | Alexandros Papadimitriou | GRC  | 77,64     | 77,64             | 75,59             | x                 | x                 |
| 3     | Karsten Kobs             | GER  | 77,55     | 77,18             | x                 | x                 | 77,55             |
| 4     | Tibor Gécsek             | HUN  | 76,18     | 71,36             | 75,05             | x                 | 76,18             |
| 5     | Sergei Kirmassow         | RUS  | 76,16     | 74,24             | 75,23             | 76,16             | 75,73             |
| 6     | Bengt Johansson          | SWE  | 73,19     | 73,19             | x                 | 72,93             | 72,98             |
| 7     | Paul Head                | GBR  | 67,75     | 57,61             | 67,75             | 67,00             | 67.33             |
| NMW   | Loris Paoluzzi           | ITA  | ogV       | x                 | x                 | x                 | x                 |

Datum: 16. Juli

#### Speerwurf
| Platz | Athlet                  | Land | Weite (m) | Versuchsserie (m) | Versuchsserie (m) | Versuchsserie (m) | Versuchsserie (m) |
| Platz | Athlet                  | Land | Weite (m) | 1. Versuch        | 2. Versuch        | 3. Versuch        | 4. Versuch        |
| 1     | Sergei Makarow          | RUS  | 89,92     | 84,88             | x                 | 82,62             | 89,92             |
| 2     | Konstandinos Gatsioudis | GRC  | 84,56     | 82,10             | 84,56             | x                 | 83,54             |
| 3     | Boris Henry             | GER  | 82,83     | 82,83             | x                 | 81,03             | x                 |
| 4     | Patrik Bodén            | SWE  | 82,39     | 82,39             | x                 | x                 | x                 |
| 5     | Mick Hill               | GBR  | 80,24     | 75,41             | 80,24             | x                 | 78,14             |
| 6     | Gergely Horváth         | HUN  | 76,22     | 69,10             | 72,82             | 73,45             | 76,22             |
| 7     | Laurent Dorique         | FRA  | 74,55     | 72,53             | 74,55             | 73,22             | 70,01             |
| 8     | Armin Kerer             | ITA  | 72,43     | 72,22             | 70,52             | 72,43             | 67,65             |

Datum: 16. Juli

### Frauen

#### 100 m
| Platz | Athletin           | Land | Zeit (s) |
| ----- | ------------------ | ---- | -------- |
| 1     | Ekaterini Thanou   | GRC  | 10,84    |
| 2     | Christine Arron    | FRA  | 11,02    |
| 3     | Manuela Levorato   | ITA  | 11,13    |
| 4     | Andrea Philipp     | GER  | 11,15    |
| 5     | Iryna Pucha        | UKR  | 11,23    |
| 6     | Marina Trandenkowa | RUS  | 11,24    |
| 7     | Marcia Richardson  | GBR  | 11,47    |
| 8     | Evelina Lisenco    | ROU  | 11,67    |

Datum: 15. Juli
Wind: +2,9 m/s
In diesem Wettbewerb lag die Rückenwindunterstützung um 0,9 m/s über dem erlaubten Wert. So konnten die erzielten Zeiten nicht in die offiziellen Bestenlisten aufgenommen werden.

#### 200 m
| Platz | Athletin         | Land | Zeit (s) |
| ----- | ---------------- | ---- | -------- |
| 1     | Muriel Hurtis    | FRA  | 22,70    |
| 2     | Natalja Woronowa | RUS  | 22,81    |
| 3     | Andrea Philipp   | GER  | 22,88    |
| 4     | Manuela Levorato | ITA  | 22,89    |
| 5     | Viktoria Fomenko | UKR  | 23,03    |
| 6     | Donna Fraser     | GBR  | 23,14    |
| 7     | Ekaterini Koffa  | GRC  | 23,32    |
| 8     | Evelina Lisenco  | ROU  | 23,96    |

Datum: 16. Juli
Wind: −0,3 m/s

#### 400 m
| Platz | Athletin           | Land | Zeit (s) |
| ----- | ------------------ | ---- | -------- |
| 1     | Swetlana Pospelowa | RUS  | 50,63    |
| 2     | Donna Fraser       | GBR  | 51,78    |
| 3     | Uta Rohländer      | GER  | 52,17    |
| 4     | Virna De Angeli    | ITA  | 52,85    |
| 5     | Olena Rurak        | UKR  | 53,04    |
| 6     | Hrisa Goudenoudi   | GRC  | 53,20    |
| 7     | Otilia Ruicu       | ROU  | 53,43    |
| 8     | Marie-Louise Bévis | FRA  | 54,25    |

Datum: 15. Juli

#### 800 m
| Platz | Athletin             | Land | Zeit (min) |
| ----- | -------------------- | ---- | ---------- |
| 1     | Irina Mistjukewitsch | RUS  | 2:02,52    |
| 2     | Linda Kisabaka       | GER  | 2:03,88    |
| 3     | Patricia Djaté       | FRA  | 2:04,44    |
| 4     | Tanya Blake          | GBR  | 2:04,71    |
| 5     | Patrizia Spuri       | ITA  | 2:04,75    |
| 6     | Simona Ionescu       | ROU  | 2:06,24    |
| 7     | Marina Makarowa      | UKR  | 2:08,15    |
| 8     | Ekaterini Koutala    | GRC  | 2:09,76    |

Datum: 15. Juli

#### 1500 m
| Platz | Athletin                     | Land | Zeit (min) |
| ----- | ---------------------------- | ---- | ---------- |
| 1     | Helen Pattinson              | GBR  | 4:12,05    |
| 2     | Jelena Sadoroschnaja         | RUS  | 4:12,20    |
| 3     | Kristina da Fonseca-Wollheim | GER  | 4:13,11    |
| 4     | Fatima Yvelain               | FRA  | 4:13,97    |
| 5     | Oksana Melzajewa             | UKR  | 4:15,05    |
| 6     | Elena Buhaianu               | ROU  | 4:15,70    |
| 7     | Maria Tsirba                 | GRC  | 4:18,90    |
| 8     | Elisabetta Artuso            | ITA  | 4:21,09    |

Datum: 16. Juli

#### 3000 m
| Platz | Athletin          | Land | Zeit (min) |
| ----- | ----------------- | ---- | ---------- |
| 1     | Gabriela Szabo    | ROU  | 8:43,33    |
| 2     | Galina Bogomolowa | RUS  | 8:43,45    |
| 3     | Hayley Tullett    | GBR  | 8:45,39    |
| 4     | Luminita Zaituc   | GER  | 9:03,20    |
| 5     | Maryna Dubrowa    | UKR  | 9:03,70    |
| 6     | Silvia Somaggio   | ITA  | 9:06,75    |
| 7     | Laurence Duquenoy | FRA  | 9:12,76    |
| 8     | María Protópappa  | GRC  | 9:21,68    |

Datum: 15. Juli

#### 5000 m
| Platz | Athletin           | Land | Zeit (min) |
| ----- | ------------------ | ---- | ---------- |
| 1     | Tatjana Tomaschowa | RUS  | 14:53,00   |
| 2     | Irina Mikitenko    | GER  | 14:54,30   |
| 3     | Yamna Belkacem     | FRA  | 14:57,05   |
| 4     | Maura Viceconte    | ITA  | 15:18,80   |
| 5     | Elena Fidatov      | ROU  | 15:25,42   |
| 6     | Hayley Yelling     | GBR  | 15:36,27   |
| 7     | Tetjana Belowol    | UKR  | 15:37,32   |
| 8     | María Protópappa   | GRC  | 16:12,24   |

Datum: 15. Juli

#### 100 m Hürden
| Platz | Athletin          | Land | Zeit (s) |
| ----- | ----------------- | ---- | -------- |
| 1     | Linda Ferga       | FRA  | 12,93    |
| 2     | Maya Shemchishina | UKR  | 12,95    |
| 3     | Julija Graudyn    | RUS  | 13,08    |
| 4     | Keri Maddox       | GBR  | 13,15    |
| 5     | Birgit Hamann     | GER  | 13,24    |
| 6     | Viorica Țigău     | ROU  | 13,36    |
| 7     | Hristiána Tabáki  | GRC  | 13,42    |
| 8     | Margaret Macchiut | ITA  | 13,92    |

Datum: 16. Juli
Wind: +0,2 m/s

#### 400 m Hürden
| Platz | Athletin              | Land | Zeit (s) |
| ----- | --------------------- | ---- | -------- |
| 1     | Tetjana Tereschtschuk | UKR  | 54,68    |
| 2     | Ulrike Urbansky       | GER  | 56,10    |
| 3     | Monika Niederstätter  | ITA  | 56,33    |
| 4     | Keri Maddox           | GBR  | 56,36    |
| 5     | Corinne Taffl Et      | FRA  | 57,74    |
| 6     | Julija Nosowa         | RUS  | 58,81    |
| 7     | Hrisa Goudenoudi      | GRC  | 60,02    |
| 8     | Ana Maria Barbu       | ROU  | 64,04    |

Datum: 15. Juli

#### 4 × 100 m Staffel
| Platz | Land           | Besetzung                                                              | Zeit (s) |
| ----- | -------------- | ---------------------------------------------------------------------- | -------- |
| 1     | Frankreich     | Katia Benth Muriel Hurtis Fabé Dia Christine Arron                     | 42,97    |
| 2     | Russland       | Marina Kislowa Marina Trandenkowa Natalja Woronowa Irina Chabarowa     | 43,38    |
| 3     | Deutschland    | Sina Schielke Esther Möller Andrea Philipp Marion Wagner               | 43,51    |
| 4     | Griechenland   | Paraskevi Patoulidou Effrosíni Patsoú Ekaterini Koffa Ekaterini Thanou | 43,76    |
| 5     | Ukraine        | Iryna Pucha Anschela Krawtschenko Oxana Guskowa Olena Pastuschenko     | 43,89    |
| 6     | Italien        | Anita Pistone Daniela Graglia Manuela Grillo Manuela Levorato          | 44,00    |
| 7     | Rumänien       | Monika Bumbescu Viorica Țigău Evelina Lisenco Éva Miklós               | 44,42    |
| DSQ   | Großbritannien | Marcia Richardson Shani Anderson Samantha Davies Joice Maduaka         |          |

Datum: 15. Juli

#### 4 × 400 m Staffel
| Platz | Land           | Besetzung                                                            | Zeit (min) |
| ----- | -------------- | -------------------------------------------------------------------- | ---------- |
| 1     | Russland       | Olesja Sykina Irina Rossichina Jekaterina Kulikowa Julija Sotnikowa  | 3:25,50    |
| 2     | Deutschland    | Shanta Ghosh Ulrike Urbansky Birgit Rockmeier Uta Rohländer          | 3:27,70    |
| 3     | Großbritannien | Tasha Danvers-Smith Sinead Dudgeon Allison Curbishley Donna Fraser   | 3:28,12    |
| 4     | Italien        | Daniela Graglia Patritzia Spuri Francesca Carbone Virna De Angeli    | 3:32,23    |
| 5     | Frankreich     | Marie-Louise Bévis Viviane Dorsile Lucie Rangassamy Anita Mormand    | 3:33,16    |
| 6     | Rumänien       | Evelina Lisenco Alina Rîpanu Andrea Burlacu Otilia Ruicu             | 3:34,65    |
| DSQ   | Griechenland   | Georgia Tsikouri Marina Vasarmidou Hristina Panagou Hrisa Goudenoudi |            |
| DSQ   | Ukraine        | Tetjana Mowtschan Tetjana Debela Olha Mischtschenko Olena Rurak      |            |

Datum: 16. Juli

#### Hochsprung
| Platz | Athletin           | Land | Höhe (m) | Versuchsserie (m) | Versuchsserie (m) | Versuchsserie (m) | Versuchsserie (m) | Versuchsserie (m) | Versuchsserie (m) | Versuchsserie (m) | Versuchsserie (m) | Versuchsserie (m) |
| Platz | Athletin           | Land | Höhe (m) | 1,70              | 1,75              | 1,80              | 1,83              | 1,86              | 1,89              | 1,91              | 1,93              | 1,98              |
| 1     | Monica Dinescu     | ROU  | 1,93     | –                 | –                 | o                 | –                 | o                 | –                 | o                 | o                 | xxx               |
| 2     | Julija Ljachowa    | RUS  | 1,91     | –                 | o                 | o                 | o                 | o                 | o                 | xo                | xxx               |                   |
| 3     | Jo Jennings-Steele | GBR  | 1,86     | –                 | o                 | o                 | o                 | xo                | xxx               |                   |                   |                   |
| 4     | Amewu Mensah       | GER  | 1,83     | –                 | o                 | o                 | xo                | xxx               |                   |                   |                   |                   |
| 5     | Stefania Cadamuro  | ITA  | 1,83     | –                 | o                 | xo                | xxo               | xxx               |                   |                   |                   |                   |
| 6     | Tetjana Nikolajewa | UKR  | 1,80     | –                 | o                 | o                 | xxx               |                   |                   |                   |                   |                   |
| 7     | Marie Collonvillé  | FRA  | 1,80     | o                 | o                 | xo                | xxx               |                   |                   |                   |                   |                   |
| 8     | Maria Hotokouridou | GRC  | 1,75     | o                 | xo                | xxx               |                   |                   |                   |                   |                   |                   |

Datum: 16. Juli

#### Stabhochsprung
| Platz | Athletin           | Land | Höhe (m) | Versuchsserie (m) | Versuchsserie (m) | Versuchsserie (m) | Versuchsserie (m) | Versuchsserie (m) | Versuchsserie (m) | Versuchsserie (m) | Versuchsserie (m) | Versuchsserie (m) |
| Platz | Athletin           | Land | Höhe (m) | 3,80              | 3,90              | 4,00              | 4,10              | 4,20              | 4,25              | 4,30              | 4,35              | 4,40              |
| 1     | Swetlana Feofanowa | RUS  | 4,35     | –                 | –                 | –                 | xo                | –                 | o                 | –                 | xxo               | –xx               |
| 2     | Yvonne Buschbaum   | GER  | 4,30     | –                 | –                 | –                 | xo                | –                 | –                 | xo                | –                 | –xx               |
| 3     | Francesca Dolcini  | ITA  | 4,20     | xo                | –                 | xxo               | o                 | xo                | –                 | xxx               |                   |                   |
| 4     | Janine Whitlock    | GBR  | 4,10     | –                 | xo                | o                 | xo                | xxx               |                   |                   |                   |                   |
| 5     | Gabriela Mihalcea  | ROU  | 4,10     | xo                | o                 | xo                | xxo               | xxx               |                   |                   |                   |                   |
| 6     | Marie Poissonnier  | FRA  | 4,00     | o                 | –                 | o                 | xxx               |                   |                   |                   |                   |                   |
| 7     | Georgia Tsilligiri | GRC  | 3,80     | o                 | xxx               |                   |                   |                   |                   |                   |                   |                   |
| NMH   | Jewgenia Sawina    | UKR  | ogV      | xxx               |                   |                   |                   |                   |                   |                   |                   |                   |

Datum: 15. Juli

#### Weitsprung
| Platz | Athletin            | Land | Weite (m) | Versuchsserie (m) | Versuchsserie (m) | Versuchsserie (m) | Versuchsserie (m) |
| Platz | Athletin            | Land | Weite (m) | 1. Versuch        | 2. Versuch        | 3. Versuch        | 4. Versuch        |
| 1     | Olga Rubljowa       | RUS  | 6,8700    | 6,8500            | x                 | x                 | 6,87              |
| 2     | Olena Schechowzowa  | UKR  | 6,7900    | 6,7900            | x                 | x                 | 6,50              |
| 3     | Fiona May           | ITA  | 6,74 w    | 6,7200            | 6,65              | 6,74 w            | 6,47              |
| 4     | Susen Tiedtke       | GER  | 6,4600    | 6,4300            | 6,44              | 4,8500            |                   |
| 5     | Hristina Athanasiou | GRC  | 6,29 w    | x                 | x                 | 6,29 w            | 6,18              |
| 6     | Viorica Țigău       | ROU  | 6,19 w    | w                 | 6,00              | x                 | x                 |
| 7     | Jade Johnson        | GBR  | 6,1500    | x                 | x                 | 6,4500            | 6,15              |
| 8     | Marie Collonvillé   | FRA  | 6,12 w    | 6,12 w            | 5,96              | –                 | x                 |

Datum: 16. Juli

#### Dreisprung
| Platz | Athletin          | Land | Weite (m) | Versuchsserie (m) | Versuchsserie (m) | Versuchsserie (m) | Versuchsserie (m) |
| Platz | Athletin          | Land | Weite (m) | 1. Versuch        | 2. Versuch        | 3. Versuch        | 4. Versuch        |
| 1     | Tatjana Lebedewa  | RUS  | 14,98     | 14,55             | 14,34             | 14,56             | 14,98             |
| 2     | Olena Howorowa    | UKR  | 14,31     | x                 | x                 | 14,17             | 14,31             |
| 3     | Barbara Lah       | ITA  | 13,86     | x                 | 13,86             | x                 | 13,81             |
| 4     | Adelina Gavrilă   | ROU  | 13,85     | 13,84             | 13,85             | 13,76             | 13,30             |
| 5     | Sandrine Domain   | FRA  | 13,54     | 13,19             | 13,54             | 13,18             | 13,33             |
| 6     | Nicole Herschmann | GER  | 13,51     | 13,51             | 13,30             | 13,30             | x                 |
| 7     | Michelle Griffith | GBR  | 13,50     | 13,50             | 12,57             | 13,50             | 12,68             |
| 8     | Ioanna Kafetzi    | GRC  | 13,40     | 13,16             | 13,40             | x                 | x                 |

Datum: 16. Juli

#### Kugelstoßen
| Platz | Athletin          | Land | Weite (m) | Versuchsserie (m) | Versuchsserie (m) | Versuchsserie (m) | Versuchsserie (m) |
| Platz | Athletin          | Land | Weite (m) | 1. Versuch        | 2. Versuch        | 3. Versuch        | 4. Versuch        |
| 1     | Astrid Kumbernuss | GER  | 18,94     | 18,71             | x                 | 18,94             | x                 |
| 2     | Kalliopi Ouzouni  | GRC  | 18,16     | 17,05             | 17,86             | 17,68             | 18,16             |
| 3     | Judy Oakes        | GBR  | 18,08     | 17,87             | 18,08             | 17,60             | x                 |
| 4     | Lucica Ciobanu    | ROU  | 17,57     | 16,71             | 16,78             | 17,57             | 16,54             |
| 5     | Laurence Manfrédi | FRA  | 17,30     | x                 | x                 | 16,20             | 17,30             |
| 6     | Olena Dementiy    | UKR  | 16,65     | 16,36             | 15,77             | 16,65             | 15,94             |
| 7     | Mara Rosolen      | ITA  | 16,62     | 16,60             | 16,62             | 16,52             | x                 |
| 8     | Ljudmila Setschko | RUS  | 16,42     | x                 | 15,75             | 16,42             | x                 |

Datum: 16. Juli

#### Diskuswurf
| Platz | Athletin             | Land | Weite (m) | Versuchsserie (m) | Versuchsserie (m) | Versuchsserie (m) | Versuchsserie (m) |
| Platz | Athletin             | Land | Weite (m) | 1. Versuch        | 2. Versuch        | 3. Versuch        | 4. Versuch        |
| 1     | Nicoleta Grasu       | ROU  | 63,35     | 59,78             | 62,08             | 63,35             | 59,81             |
| 2     | Ilke Wyludda         | GER  | 62,45     | 62,30             | 60,22             | 59,03             | 62,45             |
| 3     | Anastasia Kelesidou  | GRC  | 62,30     | 59,34             | 60,22             | 59,03             | 62,30             |
| 4     | Olga Tschernjawskaja | RUS  | 62,20     | 56,56             | x                 | 62,20             | 60,38             |
| 5     | Mélina Robert-Michon | FRA  | 57,74     | 50,96             | 57,48             | 57,74             | x                 |
| 6     | Olena Antonowa       | UKR  | 57,69     | 57,69             | 55,99             | x                 | 53,35             |
| 7     | ?                    | ITA  | 52,98     | 50,00             | 50,84             | 50,86             | 52,98             |
| 8     | Shelley Drew         | GBR  | 52,74     | x                 | 52,21             | x                 | 52,74             |

Datum: 15. Juli

#### Hammerwurf
| Platz | Athletin          | Land | Weite (m) | Versuchsserie (m) | Versuchsserie (m) | Versuchsserie (m) | Versuchsserie (m) |
| Platz | Athletin          | Land | Weite (m) | 1. Versuch        | 2. Versuch        | 3. Versuch        | 4. Versuch        |
| 1     | Olga Kusenkowa    | RUS  | 70,20     | 66,54             | x                 | 70,20             | x                 |
| 2     | Kirsten Münchow   | GER  | 68,31     | x                 | 61,90             | 68,31             | 61,91             |
| 3     | Manuela Montebrun | FRA  | 67,73     | 64,32             | 67,45             | 67,73             | 67,18             |
| 4     | Lorraine Shaw     | GBR  | 67,44     | 64,39             | 63,29             | 67,44             | 64,21             |
| 5     | Ester Belassini   | ITA  | 64,13     | 64,13             | 61,43             | x                 | 58,71             |
| 6     | Iryna Sekatschowa | UKR  | 65,44     | 60,79             | 64,08             | 62,56             | 65,44             |
| 7     | Evdokía Tsámoglou | GRC  | 62,25     | x                 | x                 | 60,33             | 62,25             |
| DOP   | Mihaela Melinte   | ROU  | k. A.     | k. A.             | k. A.             | k. A.             |                   |

Datum: 15. Juli
Die rumänische Hammerwerferin Mihaela Melinte wurde nach einem positiven Dopingbefund von Juni 2000 für zwei Jahre gesperrt. Mit dem Dopingtest war das verbotene Mittel Nandrolon nachgewiesen worden. Mihaelea Melintes hier erzieltes Resultat wurde annulliert, bei den wenige Monate später stattfindenden Olympischen Spielen in Sydney durfte sie nicht starten.

#### Speerwurf
| Platz | Athletin            | Land | Weite (m) | Versuchsserie (m) | Versuchsserie (m) | Versuchsserie (m) | Versuchsserie (m) |
| Platz | Athletin            | Land | Weite (m) | 1. Versuch        | 2. Versuch        | 3. Versuch        | 4. Versuch        |
| 1     | Ana Mirela Țermure  | ROU  | 63,23     | 63,23             | 58,78             | 55,56             | –                 |
| 2     | Tatjana Schikolenko | RUS  | 60,41     | 59,76             | 60,41             | 58,57             | 58,22             |
| 3     | Mirela Tzelili      | GRC  | 57,84     | 56,21             | x                 | 57,84             | x                 |
| 4     | Claudia Coslovich   | ITA  | 57,33     | x                 | 54,82             | 57,33             | 57,21             |
| 5     | Nadine Auzeil       | FRA  | 57,21     | 55,58             | x                 | 55,50             | 57,21             |
| 6     | Karen Forkel        | GER  | 52,89     | 47,73             | 52,89             | x                 | 50,42             |
| 7     | Olga Iwankowa       | UKR  | 51,58     | x                 | 50,43             | 51,58             | 49,00             |
| 8     | Karen Martin        | GBR  | 51,08     | 48,26             | 51,08             | x                 | 47,05             |

Datum: 15. Juli

## Videolink
- European Cup 2000 Gateshead, youtube.com, abgerufen am 7. März 2024